# Абаде-де-Вермоїн
Абаде-де-Вермойн (порт. Abade de Vermoim; МФА: [ɐ.ˈba.dɨ dɨ vɨɾ.mu.ˈĩ]) — парафія в Португалії, у муніципалітеті Віла-Нова-де-Фамалікан. Розташована в північно-західній частині країни, на теренах історичної португальської провінції Дору-Міню. Входить до складу округу Брага. За адміністративним поділом, чинним до 1976 року, терени парафії були складовою провінції Міню. Належить до Бразької архідіоцезії Католицької церкви. Патрон — Діва Марія. Площа — 0,9304 км². Населення — 437 ос. (2011). Середньо урбанізований регіон. Густота населення — 469,69 осіб/км²
. Код — 031201.

## Населення
| Кількість мешканців | Кількість мешканців | Кількість мешканців | Кількість мешканців | Кількість мешканців | Кількість мешканців | Кількість мешканців | Кількість мешканців | Кількість мешканців | Кількість мешканців | Кількість мешканців | Кількість мешканців | Кількість мешканців | Кількість мешканців | Кількість мешканців |
| ------------------- | ------------------- | ------------------- | ------------------- | ------------------- | ------------------- | ------------------- | ------------------- | ------------------- | ------------------- | ------------------- | ------------------- | ------------------- | ------------------- | ------------------- |
| 1864                | 1878                | 1890                | 1900                | 1911                | 1920                | 1930                | 1940                | 1950                | 1960                | 1970                | 1981                | 1991                | 2001                | 2011                |
| 115                 | 114                 | 121                 | 1 381               | 120                 | 110                 | 131                 | 137                 | 117                 | 174                 | 177                 | 253                 | 307                 | 351                 | 437                 |